# Тім Брабантс
Тім Брабантс  (англ. Tim Brabants, 23 січня 1977) — британський веслувальник, олімпійський чемпіон.

## Виступи на Олімпіадах
| Олімпіада   | Дисципліна            | Місце |
| ----------- | --------------------- | ----- |
| Сідней 2000 | байдарка, 1000 метрів | 3     |
| Афіни 2004  | байдарка, 1000 метрів | 5     |
| Пекін 2008  | байдарка, 500 метрів  | 3     |
| Пекін 2008  | байдарка, 1000 метрів | 1     |